# 胡安·阿特金斯
胡安·阿特金斯（Juan Atkins，1962年12月9日—），美国音乐家，因作为Techno音乐的发端者而广为人們所铭记，特别是他与Derrick May（德里克·梅）、Kevin Saunderson（凯文·桑德森）对于底特律Techno的贡献。这三个人被称为“贝尔维尔三人组”（Belleville Three，也有译作‘底特律三巨头’），因他们的高中时代是在美国密歇根州贝尔维尔市（近底特律）的同一所高中裡度过的。

## 生平

### 早期生涯
胡安·阿特金斯（Juan Atkins）在美国密歇根州底特律市出生。作为一名演出商的儿子，他在年少时即学会了如何演奏贝司、鼓和“一点点领奏吉他”。胡安·阿特金斯与他在学校結交的朋友Derrick May（德里克·梅）、Kevin Saunderson（凯文·桑德森）一起，时常会听底特律调频电台WGPR （页面存档备份，存于）的DJ “The Electrifying Mojo （页面存档备份，存于）” 主持的不拘泥于音乐风格的电台节目。
16岁时，胡安·阿特金斯第一次听到了电子音乐，这改变了他的一生。在1990年代末的采访中，他回忆合成器的声音听起来就像是“UFO正在降落”。很快他拥有了自己的第一台合成器，并放弃了演奏放克贝司（funk bass）。
|  | “当我第一次在唱片里听到合成器的声音时，那简直太棒了……就像UFO在唱片中降落，所以我买了一台合成器……并没有哪个特殊的乐团让我对合成器感兴趣，但是《闪光灯》（‘Flashlight’，Parliament乐队在1978年前期的头牌R&B单曲）是我第一个听到的大概有75%是电子声音的唱片。” |

### Deep Space Soundworks
他购买了它的第一个模拟（Analogue，台湾译为“类比”）合成器，Korg MS-10，然后用盒式录音卡座和一个混音台进行“叠录”（overdub）。他后来教Derrick May（德里克·梅）混音方法，这个双人组开始以“Deep Space”为名做DJ。他们把自己的长篇混音作品拿给了Mojo，Mojo於1981年在自己的电台节目中播放。后来，Kevin Saunderson（凯文·桑德森）加入了两人组合，三人共同以“Deep Space Soundworks”为名进行合作，一度在底特律城中的俱乐部与当地DJ合作表演。 
1982年的单曲“Cosmic Cars”做得不错。Cybotron录制了他们的处女专辑《Enter》，并很快与Fantasy Records厂牌签约。其中的一首曲目“Clear”，展示出阿特金斯的创作方向，这种风格后来被稱為“Techno”音乐。不仅是旧有音乐元素的重制，“Clear”還把他们与俱乐部的音乐混合融汇了起来。
阿特金斯谈到Cybotron最成功的单曲“Techno City”（1984年）时说，这首歌拥有独特的、合成器化的funk编曲。他听到Afrika Bambaataa在1982年的“Planet Rock”单曲，发现正是自己一直寻找的electro funk风格的上佳采样素材。他决定继续进行自己的实验，并且鼓励桑德森和梅一起。1985年，由于艺术思路上的差异，阿特金斯离开了与Rick Davis的二人组。Davis更想做贴近摇滚乐的风格，而阿特金斯想要延续“Clear”的electro脉络。

### Model 500
从1985年开始，阿特金斯以“Model 500”为名录制唱片，并创办Metroplex厂牌。他的朋友们，如Eddie Fowlkes，Derrick May，Kevin Saunderson，都在这一厂牌录制了单曲。
阿特金斯作为“Model 500”的第一首单曲“No UFOs”，成了底特律和芝加哥两地的金曲。他随后又制作了一系列里程碑式的Techno曲目，并为自己获得了“Techno教父”的称号。数年内，阿特金斯的作品开始在欧洲发行。

### Infiniti
几年之后，阿特金斯开始使用Infiniti的名字来发行作品。他在2007年的一次采访中解释了其中的区别：“Model 500是Cybotron的一个延续，它更倾向于带有旋律的歌曲，而不仅是舞曲，这是我一直在Model 500名下实践、坚持，也不想脱离的东西。如果以前Cybotron没有解散的话，这应该是Cybotron会去完成的东西。Infiniti则会直截了当地表现纯粹的Techno，就是那种今天在北美和欧洲被视为最纯种的Techno音乐。”